# Andrés de Araoz
Andrés de Araoz (Anteiglesia de Araotz, Oñate, hacia 1500 - Genevilla, 22 de abril de 1563) fue un escultor español del siglo XVI. No hay constancia escrita pero se cree que nació en Oñate, donde está el barrio de Araoz y supuestamente de donde le viene el nombre.
De biografía poco conocida, se sabe que vivió durante un tiempo en Vitoria y varias poblaciones navarras. Hay documentación que relata su presencia en Aya, (Guipúzcoa), donde probablemente tenía establecido su taller. Se cree que fue hijo de Pedro de Araoz y se le atribuyen la autoría o participación en diversos retablos o altares de la zona de Guipúzcoa, como el de la Iglesia de San Andrés (Éibar), su obra maestra. Sus hijos, Juan de Araoz y Pedro de Araoz, también fueron escultores. Juan continuó algunos de los trabajos iniciados por su padre, junto con su tío Diego, también escultor.

## Obras relevantes
- Retablo de Lapoblación
- Retablo de Icíar
- Retablo de Nuestra señora la Real Zarauz
- Retablo de San Andrés de Éibar

En el Museo Nacional de Arte de Cataluña se puede ver una obra suya, San Pedro y San Pablo, un bajorrelieve de 1558 realizado en madera policromada y dorada con pan de oro, proveniente del legado de José Antonio Bertrand i Mata, que ingresó en la colección el año 1981.